# Козицыно (Вологодский район)
Козицыно — деревня в Вологодском районе Вологодской области.
Входит в состав Спасского сельского поселения, с точки зрения административно-территориального деления — в Спасский сельсовет.
Расстояние по автодороге до районного центра Вологды — 16 км, до центра муниципального образования Непотягово — 6 км. Ближайшие населённые пункты — Малиновка, Озерково, Марюхино, Петровское.

## Население
| 2010 |
| ---- |
| 10   |

По переписи 2002 года население — 9 человек.